# Viggo Happel
Viggo Happel (20. januar 1935 – 27. marts 2006) var en dansk bassist, sanger og sangskriver, der måske er bedst kendt for sin danske version af Leo Caert-sangen "Eviva España", der efterfølgende blev et stort hit for Elisabeth Edberg. 
Happel spillede i 1960'erne i Pariserklubben i Kompagnistræde i København og var gennem ti år kasserer i Musikernes 100 Mands Forening. Han var desuden æresmedlem i Danske Populærautorer og redaktør for foreningens medlemsblad.
Han døde af et hjertestop efter længere tids nyrelidelse.